# クロヘリアメフラシ
クロヘリアメフラシ Aplysia parvula は、アメフラシ類の1種。小型の種で、体の各部に黒い縁取りがある。

## 特徴

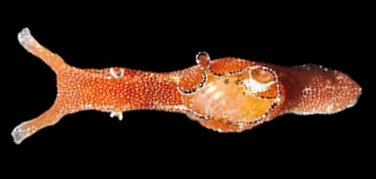
背面

アメフラシ類では小型の種であり、体長は6cm程度である。外套葉は体に比して大きく、外套孔は卵円形で大きく開く。貝殻も外套葉同様に比較的大きく、背面側に強く湾曲している。左右両側の側足葉は後端で繋がる。鰓下腺は多数の小さな開口を持っている。
体色は全体に焦げ茶色で、口触手、頭触手、触角、側足葉、水管、足部などの縁沿いには赤と黒の二重の帯状斑紋が出て、また外套葉の縁沿いも黒くなっている。ただし、体色には変異もあり、縁取りが青みを帯びる個体や斑紋のない個体も見られる。

## 習性など
産卵期は3-7月で、卵塊は小さく、それを構成する卵紐も細く、色は普通はピンク色を帯び、時に黄色いものがある。
海藻の間に住んでいる。刺激を受けると紫色の液を出す。
藻食性である。
本種は主として紅藻を餌としており、飼育下ではホソバナミノハナ Portieria hornemannii の存在下で他の藻類よりよく成長変態したとの報告がある。またその餌に含まれる藻類の二次生成物を体内に蓄積することが知られており、これはこの種にとって外敵からの捕食に対して化学的防御の役割を担っている。

## 分布
世界の熱帯から温帯域に分布し、日本では北海道から沖縄にかけての浅い海で普通に見られる。